# Głowa Słonia

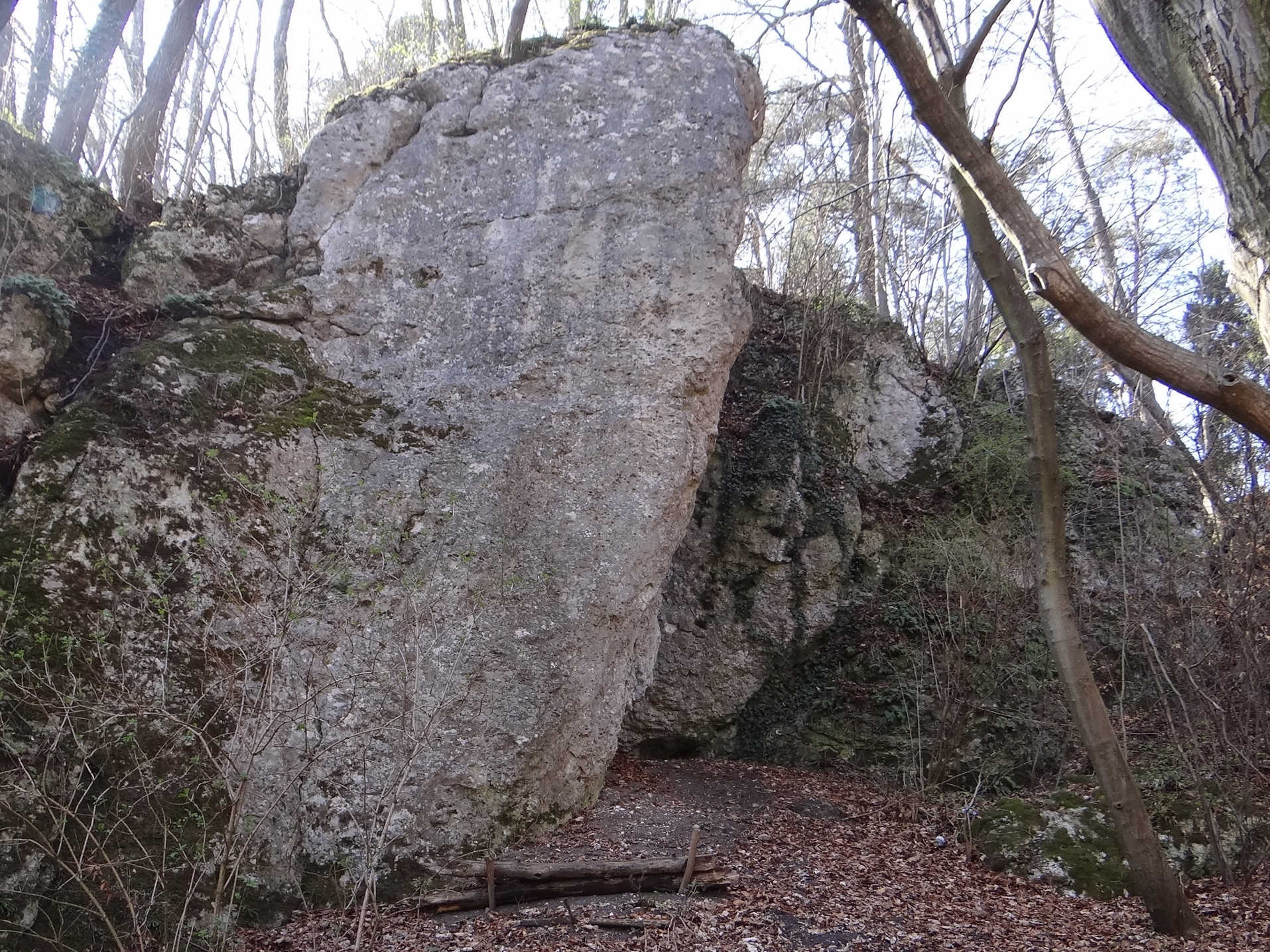

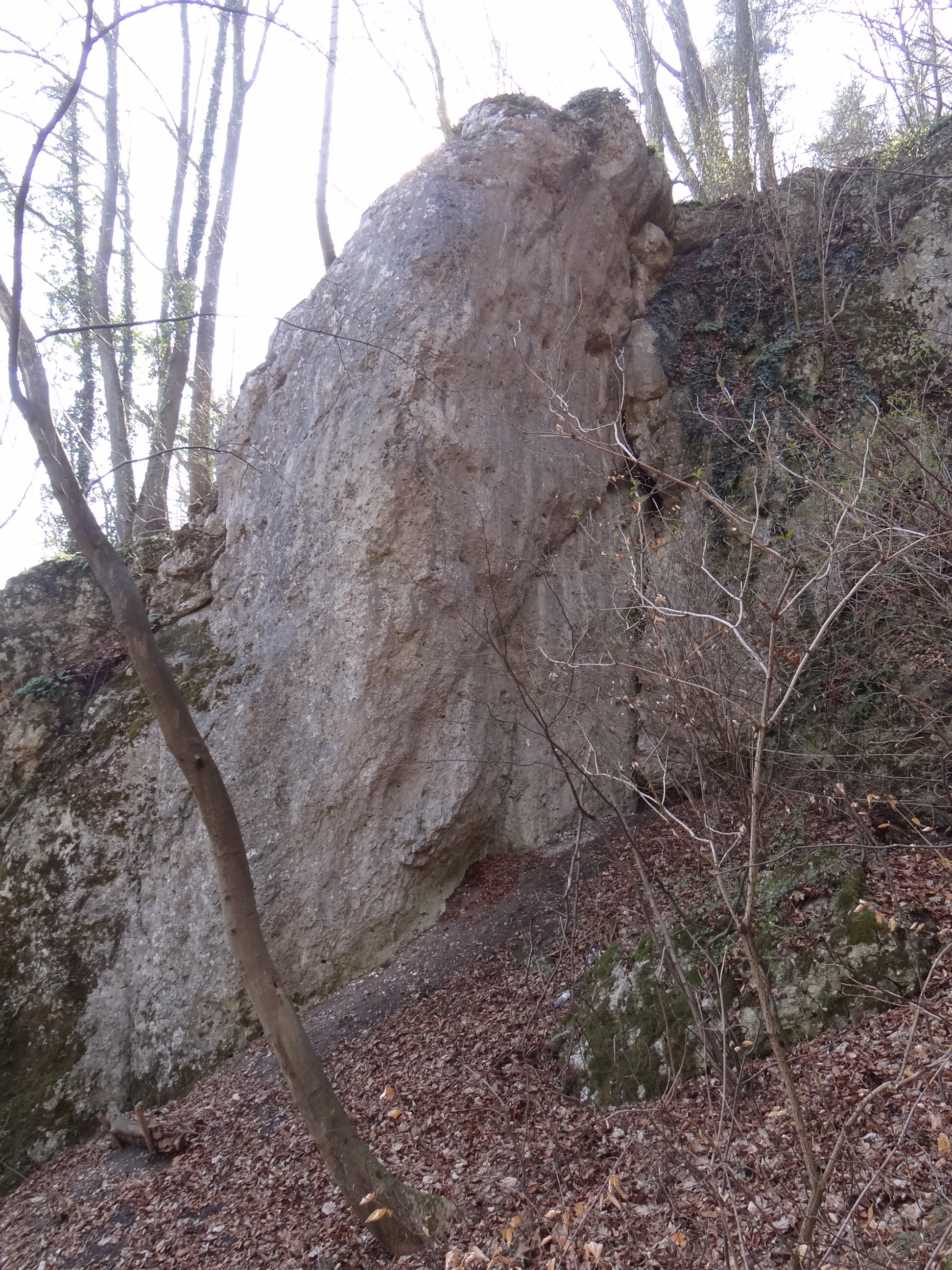

Głowa Słonia – skała na grzbiecie wzniesienia Zachruście tworzącego prawe zbocza Doliny Aleksandrowickiej w miejscowości Aleksandrowice w województwie małopolskim, w powiecie krakowskim, w gminie Zabierzów. Pod względem geograficznym znajduje się na Garbie Tenczyńskim (część Wyżyny Krakowsko-Częstochowskiej) w obrębie Tenczyńskiego Parku Krajobrazowego.
Głowa Słonia znajduje się w lesie, ale w 2007 r. usunięto porastające ją chaszcze, dzięki czemu stała się widoczna z dna Doliny Aleksandrowickiej i biegnącej nim szosy. Zbudowana jest z twardych wapieni skalistych pochodzących z okresu późnej jury. Powstały one 140 milionów lat temu na dnie morza ze szkieletów sinic i gąbek.
Głowa Słonia wznosi się na stromym zboczu tuż po południowej stronie skały Krzywy Sąd. Na obydwu tych skałach uprawiana jest wspinaczka skalna. Głowa Słonia ma wysokość 12 m. Na jej północnych i północno-wschodnich pionowych lub przewieszonych ścianach jest 7 dróg wspinaczkowych o trudności IV+ – VI.4+ w skali Kurtyki. Sześć z nich ma pełną asekurację: 3-4 ringi (r) i stanowiska zjazdowe (stz) lub ringi zjazdowe (rz).
Powyżej skały prowadzi ścieżka dydaktyczna.

## Drogi wspinaczkowe
1. Skutki uboczne; VI, 4r + stz
2. Gwiezdnym pyłem jesteś; VI.2, 3r + stz
3. Trąba słonia; VI.2, 3r + stz
4. Bubuś; VI.3+/4, 4r + stz
5. Baśnie nim zgaśniesz; VI.1+, 3r + rz
6. Pomroczność jasna; VI.4/4+, 4r + rz
7. Zacięcie z komnatą; IV+, trad + rz[3].

## Szlak turystyczny
ścieżka dydaktyczna: Aleksandrowice – Podskale – Krzywy Sąd – Dolina Aleksandrowicka – Aleksandrowice